# 塞尔吉奥·奥斯米纳
老塞尔吉奥·奥斯米纳（英語：Sergio Osmeña Sr.；1878年9月9日—1961年10月19日），菲律賓政治家，1944年至1946年間擔任菲律賓第四任總統。他曾在曼努埃爾·奎松手下擔任菲律賓副總統，在奎松於1944年突然去世後，奥斯米纳以65歲的年齡接任總統，成為2016年罗德里戈·杜特尔特以71歲高齡就任菲律賓總統前擔任該職的最年長的人。作為菲律賓國民黨的創始人之一，他也是第一位成為該國總統的維薩亞人。

## 早年經歷
1878年9月9日，奧斯米納出生於宿霧市。他的母親是胡安娜·奧斯米納·蘇伊科（Juana Osmeña y Suico），父亲不详。2023年的一次DNA测试表明他的亲生父亲是华裔混血儿“唐·安东尼奥·桑松”（Don Antonio Sansón），不是曾经认为的富商吳文𬶐（洗礼名 Don Pedro Lee Singson Gotiaoco）。

## 生平
1878年，出生于宿务。
1903年，毕业于菲律宾的圣胡安学院法律系。
1900年，为《厄尔尼诺新迪亚》报纸主编。
1907年，参与成立菲律宾国民党。
1935年，任美屬菲律宾自由邦副总統。

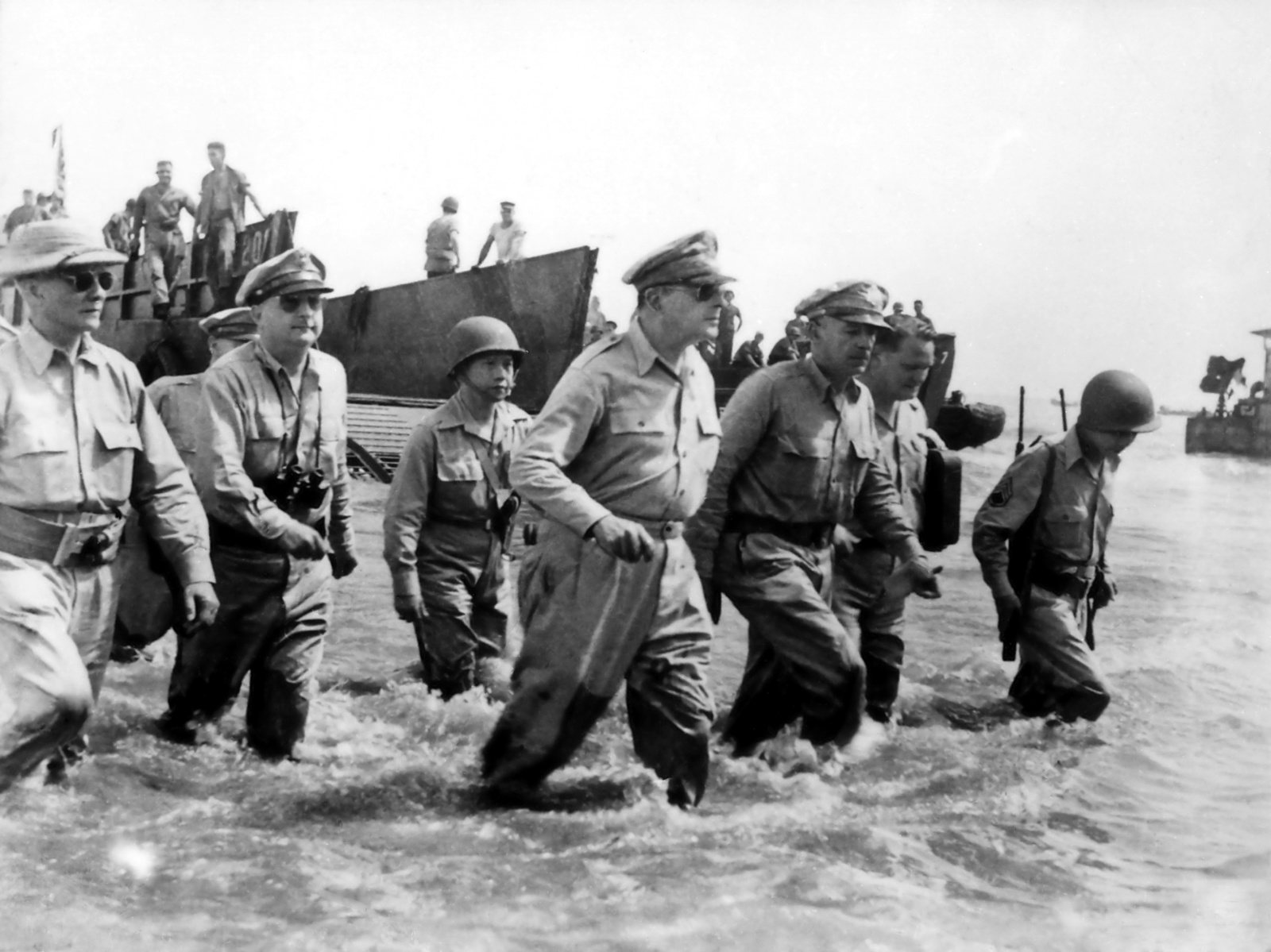
1944年10月20日，奥斯米纳（左一）偕同麥克阿瑟登陸雷伊泰島

1941年日本入侵菲律賓，他和曼努埃爾·奎松總統一同流亡。1944年8月1日奎松總統在美國去世，奥斯米纳繼任总統。10月20日，奥斯米纳和道格拉斯·麦克阿瑟一同在雷伊泰島登陸，開啟了收復菲律賓的戰役。
1946年總統大選，奧斯米納敗給了曼努埃爾·羅哈斯，未能成為菲律賓獨立後第一任總統。
1961年，奧斯米納在菲律宾奎松城的医院病逝，安葬於馬尼拉北部公墓。